# Helvibis monticola
Helvibis monticola là một loài nhện trong họ Theridiidae.
Loài này thuộc chi Helvibis. Helvibis monticola được Eugen von Keyserling miêu tả năm 1891.